# Malta International 2025
Die Malta International 2025 im Badminton fanden vom 24. bis zum 27. April 2025 in Cospicua statt.

## Medaillengewinner
| Disziplin    | Gold                              | Silber                                | Bronze                         |
| ------------ | --------------------------------- | ------------------------------------- | ------------------------------ |
| Herreneinzel | Yoo Tae-bin                       | Dominik Kwinta                        | Cholan Kayan                   |
| Herreneinzel | Yoo Tae-bin                       | Dominik Kwinta                        | Ditlev Jæger Holm              |
| Dameneinzel  | Miranda Wilson                    | Sophia Noble                          | Janani Ananthakumar            |
| Dameneinzel  | Miranda Wilson                    | Sophia Noble                          | Vivien Sándorházi              |
| Herrendoppel | Lu Chen Chen Sheng-fa             | Robin Harper Harry Wakefield          | Maxime Leveque Quentin Vincent |
| Herrendoppel | Lu Chen Chen Sheng-fa             | Robin Harper Harry Wakefield          | Rowan Clark Chua Yue Chern     |
| Damendoppel  | Anastasia Khomich Ulyana Volskaya | Meerte Loos Kirsten de Wit            | Selin Hübsch Amelie Lehmann    |
| Damendoppel  | Anastasia Khomich Ulyana Volskaya | Meerte Loos Kirsten de Wit            | Martina Corsini Emma Piccinin  |
| Mixed        | Louis Lefèvre Carla Martinez      | Vicente Miguel Gazquez Amaia Torralba | Mikk Õunmaa Ramona Üprus       |
| Mixed        | Louis Lefèvre Carla Martinez      | Vicente Miguel Gazquez Amaia Torralba | David Eckerlin Kirsten de Wit  |